# Janská
Janská är en ort i Tjeckien.   Den ligger i regionen Ústí nad Labem, i den norra delen av landet, 80 km norr om huvudstaden Prag. Janská ligger 236 meter över havet och antalet invånare är 196.
Terrängen runt Janská är kuperad åt sydost, men åt nordväst är den platt. Janská ligger nere i en dal.Runt Janská är det ganska tätbefolkat, med 54 invånare per kvadratkilometer. Närmaste större samhälle är Děčín, 10,7 km väster om Janská. Omgivningarna runt Janská är en mosaik av jordbruksmark och naturlig växtlighet.